# خوزه لوئیس خیل
خوزه لوئیس خیل (اسپانیایی: José Luis Gil‎؛ زادهٔ ۹ دسامبر ۱۹۵۷) بازیگر و صداپیشه اهل اسپانیا است.
از فیلم‌ها یا مجموعه‌های تلویزیونی که وی در آن‌ها نقش داشته‌است، می‌توان به فرار مغزها، دردسر قریب‌الوقوع و همه چیز دروغ است اشاره نمود.